# Satoshi Kon
Satoshi Kon (japonès: 今 敏, Kon Satoshi) (Kushiro, 12 d'octubre de 1963 - Tòquio, 24 d'agost de 2010) fou un director japonès de pel·lícules d'anime.

## Biografia
Kon estudià disseny i comunicació visual a la Universitat de Belles Arts de Musashino, amb la intenció de dedicar-se a la pintura. En 1985, essent encara estudiant, va debutar en el manga i va guanyar un accèssit el Tetsuya Chiba En acabar els estudis va treballar per a Katsuhiro Otomo en el manga World Apartment Horror, el que va fer que Kon estigués molt influenciat per l'estil d'Otomo en els seus primers treballs.
Començà la seva carrera com a artista i editor a la revista de manga Young Magazine per després debutar com a guionista amb Magnetic Rose, un episodi dins del llargmetratge Memories.
El 1990 fa la primera incursió en el món de l'animació, en incorporar-se com a dissenyadors gràfic a l'equip de la pel·lícula Roujin Z, basada en l'obra original i el guió de Katsuhiro Otomo.
Debutà com a director amb la pel·lícula Perfect Blue l'any 1997, que mostra ja les característiques de l'estil del seu cinema, en què barreja realitat i fantasia en un thriller psicològic. Més tard dirigiria Millenium Actress (2002), Tokyo Godfathers (2003), Paprika (2006). Millenium Actress és la pel·lícula més "japonesa" de Kon, tant pel context, localitzacions i període històric, com per la iconografia típicament nipona. Paprika és una adaptació de la novel·la homònim de Yasutaka Tsutsui.i va comptar amb una banda sonora de Susumu Hirasawa. També va dirigir la sèrie de televisió Paranoia Agent.
La seva cinquena pel·lícula, The Dreaming Machine, es trobava en fase de producció quan Kon va morir. Tots els seus treballs han estat produïts per l'estudi MadHouse on va exèrcir de director de personal junt amb Rintaro i Yoshiaki Kawajiri. Era fundador i part del comitè directiu del sindicat de creadors d'animació japonès.
Stoshi Kon va morir el 24 d'agost de 2010 a causa d'un càncer de pàncrees. Abans de morir va escriure una carta en què s'amidava de les persones que l'apreciaven i admiraven. La seva vídua va publicar-la posteriorment en el seu blog personal amb el títol Sayonara.

## Treballs

### Manga
- Dream Fossil: The Complete Stories of Satoshi Kon. Antologia de les primeres obres seves, des de la primera obra curta de 1984 fins al primer manga de llarg format, de 1990[5]

### Director
- Perfect Blue - (pel·lícula, 1998)
- Millenium Actress - (pel·lícula, 2001)
- Tokyo Godfathers - (pel·lícula, 2003)
- Paranoia Agent - (sèrie TV, 2004)
- Paprika - (pel·lícula, 2006)

### Guionista
- Magnetic Rose - (episodi dins del film Memories, 1995)
- Millennium Actress - (pel·lícula, 2001)
- Tokyo Godfathers - (pel·lícula, 2003)
- Paprika - (pel·lícula, 2006)

### Animador
- Roujin Z - (pel·lícula, 1991)
- Perfect Blue - (pel·lícula, 1998)
- Millenium Actress - (pel·lícula, 2001)
- Tokyo Godfathers - (pel·lícula, 2003)